# Gorō Inagaki
Gorō Inagaki (jap. 稲垣 吾郎 Inagaki Gorō; ur. 8 grudnia 1973 w Tokio) – japoński aktor i piosenkarz.

## Życiorys
Jego kariera muzyczna rozpoczęła się, gdy był w gimnazjum, kiedy siostra Inagakiego przesłała jego zdjęcie do firmy talentów. W 1987 lub 1988 został włączony do japońskiej grupy SMAP (J-pop) wraz z: Masahiro Nakai, Takuya Kimurą, Katsuyuki Mori, Tsuyoshi Kusanagi i Shingo Katori. Ukończył Horikoshi High School. Gorō pojawił się także w zagranicznym filmie Prywatne lekcje II wraz z ówczesnym liderem SMAP, Masahiro Nakai. Występuje także w serialach telewizyjnych i przedstawieniach scenicznych. W 2004 Gorō rozpoczął karierę solową pod nazwą &G, jedynym singlem, który wydał jest Wonderful Life.

## Filmografia
- Seishun kazoku (1989)
- Saraba itoshino yakuza (1990) jako Takashi Takanashi
- Prywatne lekcje II (Private Lessons II, 1993) jako Ken Soto
- Shoot (1994) jako Umahori
- Sūpā sukyandaru (1996) jako Toshiya Ota
- Kare (1997)
- Boku ga boku de aru tame ni (1997) jako Kinoshita Masaki
- Parasaito Ivu (1997) jako Tatsuro Ohno
- Odoru daisosasen - Nenmatsu tokubetsu keikai Special (1997) Kagami
- Hipnoza (Saimin, 1999) jako Toshiya Saga
- Kiken na kankei (1999) jako Takao Kawase 11 odcinków
- Tokumei Research 200X: II (2002) jako Tōru Date
- Yoisho no otoko (2002) jako Sakurai Kotaro
- Ren'ai hensachi (2002)
- Warai no daigaku (2004) jako Hajime Tsubaki
- X'smap: Tora to raion to gonin no otoko (2004) jako Junior
- Asuka e, soshite mada minu ko e (2005)
- One piece: Karakuri shiro no Mecha Kyohei (2006) jako Doktor Rachet (głos)
- Busu no Hitomi ni Koishiteru (2006) jako Yamaguchi Osamu
- Joōbachi (2006) jako Kindaichi Kosuke
- Akuma ga kitarite fue wo fuku (2007) jako Kindaichi Kosuke
- Sasaki fusai no jingi naki tatakai (2008) jako Sasaki Norimichi 10 odcinków
- Kamen Raidā G (2009) jako Goro / Kamen Rider G
- Toraianguru (2009) jako Kuroki Shun / Shun Kuroki 11 odcinków
- Kochira Katsushika-ku Kameari kôen mae hashutsujo (2009) 1 odcinek
- Odoru daisousasen the movie 3: Yatsura o kaihou seyo! (2010) jako Kyōichi Kagami
- 13 zabójców (Jūsan-nin no shikaku, 2010) jako Lord Naritsugu Matsudaira
- Nagareboshi (2010) jako Shûichi Makihara 10 odcinków
- Honto ni atta kowai hanashi: natsu no tokubetsu hen 2011 (2011)
- Buru Dokutā (2011) jako Nakura Junnosuke 11 odcinków
- Hangurī! (2012) jako Aso Tokio 11 odcinków
- Dr. Kenji Morohashi (2012) jako Masashi Morohashi
- Shinryōchū - in the Room (2013) jako Ryo tenma 12 odcinków
- Sakura, futatabi no Kanako (2013) jako Nobuki
- Take Five: Oretachi wa ai o nusumeruka (2013) jako Kai iwatsuki 10 odcinków
- Oshin (2013) jako Sakuzo Tanimura
- Nobunaga no Chef (2013-2014) jako Mitsuhide akechi / Akechi Mitsuhide 11 odcinków
- Fukuie keibuho no aisatsu (2014) jako Ishimatsu
- Dr. Kenji Morohashi 2 (2014)
- Yo ni mo Kimyō na Monogatari Spring 2015 (2015)
- Hontō ni atta Kowai Hanashi Summer Special 2015 (2015)
- Heat (2015) 9 odcinków
- Fukigen na kajitsu (2016) 7 odcinków
- Shōjo (2016) jako Takao / Wujek
- Tokumei Shikikan Gōma Ayaka (2016)
- IQ246 Kareinaru Jikembo (2016) 1 odcinek
- Fukigen na kajitsu: 3-nenme no uwaki (2017) 2 odcinki
- Kuso Yarō to Utsukushiki Sekai (2018)
- Half the World (2018) jako Hiroshi Takamura
- Tokyo BTH: Tokyo Blood Type House (2018)
- Kaijū no Kodomo (2019) jako Azumi Masaaki (głos)
- Tezuka's Barbara (2019) jako Yosuke Mikura

## Nagrody
Nagroda Błękitnej Wstęgi
- Nominacja w kategorii Najlepszy aktor drugoplanowy (2011) za 13 zabójców (2010)[4]

Nagrody filmowe Mainichi
- Wygrana w kategorii Najlepszy aktor drugoplanowy (2010) za 13 zabójców (2010)[4]
- Wygrana w kategorii Najlepszy aktor drugoplanowy (2012) za 13 zabójców (2010)[4]

Nagroda Nikkan Sports Film
- Wygrana w kategorii Najlepszy aktor drugoplanowy (2010) za 13 zabójców (2010)[4]